# Скандал вокруг танцевального номера «Пчёлки и Винни-Пух»
Скандал вокруг танцевального номера «Пчёлки и Винни-Пух» — разгоревшаяся в середине апреля 2015 года трансграничная гендерная моральная паника вокруг постановки оренбургской танцевальной школы «Кредо», во время которой юные участницы исполняли танец в стиле тверкинг. Всего за несколько дней событие стало активно обсуждаться во множестве российских, а затем и международных СМИ.
Видеозапись выступления была замечена СМИ 13 апреля 2015 года, когда она уже имела почти 4 млн просмотров и вызвала большой ажиотаж среди пользователей русского сегмента интернета, некоторые из которых посчитали, что телодвижения в подобном танце являются слишком откровенными для возраста исполнительниц (из 22 танцовщиц 9 являлись несовершеннолетними).
Уже 14 апреля Следственный комитет Российской Федерации начал проверку видеозаписи на предмет нарушения российского законодательства постановщиками танца.
После экстренного совещания в мэрии Оренбурга было принято решение приостановить работу танцевальной школы на время проведения проверки. Также была приостановлена работа сайта школы.
18 мая 2015 года Следственный комитет официально заявил об отказе в возбуждении уголовного дела в связи с отсутствием события преступления. В тот же день танцевальная школа «Кредо» объявила о возобновлении своей работы.

## Содержание видео
Под мелодию из советского мультфильма «Винни-Пух», участник номера, переодетый в костюм медведя, поднимает с середины сцены горшок с надписью «Мёд» и демонстрирует зрителям в зале его пустоту. Отойдя вглубь сцены, медведь оглядывается по сторонам. Музыка сменяется на песню «Lady Bee — Punani», под которую из-за кулис выходят девушки в полосатых чёрно-оранжевых костюмах, окружая медведя. Далее исполнительницы занимают свои места в три ряда на сцене и начинается сам танец. Поначалу на танцовщицах надеты чёрные плиссированные мини-юбки, но в процессе выступления все девушки одновременно сбрасывают их, оставаясь только в полосатых спортивных купальниках. В конце номера ещё раз проигрывается часть песни из советского мультфильма.

## Ход событий
12 апреля 2015 года пользователь YouTube под никнеймом vitamen72 разместил у себя на странице видеозапись внутреннего отчётного концерта танцевальной школы «Кредо», на которой девушки в костюмах пчёл исполняли на сцене оренбургского ДК «Молодёжный» перед аудиторией из своих родственников и близких друзей танец в стиле тверкинг. Съемка была проведена в январе 2015 года. Бурное обсуждение интернет-зрителей, посмотревших утекшую в сеть видеозапись, вызвал тот факт, что предположительно несовершеннолетние участницы не только выполняют энергичные движения тазом и бёдрами, но также сбрасывают в процессе выступления юбки и продолжают танцевать в костюмах, раскраска которых вызвала у некоторых людей цветовые ассоциации с георгиевской ленточкой.
Органы прокуратуры Оренбурга приняли решение организовать проверку танцевальной школы на соответствие её деятельности российскому законодательству. Также к проверке подключился Следственный комитет РФ, усмотрев в действиях танцевальной школы, администрации танцевальной площадки и местных чиновников признаки состава преступлений по статьям «халатность» и «развратные действия»., поскольку в постановке участвовали несовершеннолетние девушки. Кроме того, представитель Следственного комитета выразил необходимость изучить документы танцевальной школы. За оказание юридической помощи танцевальной школе, а также исполнительницам номера и их родителям взялся известный московский адвокат Евгений Черноусов.
Участницы скандального концерта, по собственным словам, были шокированы тем, какое впечатление на общество произвело их выступление, и организовали флешмоб в поддержку своей танцевальной школы. Родители девушек направили уполномоченному по правам человека в Оренбургской области Анатолию Чадову письмо за подписью 162 человек с просьбой дать танцевальной школе возможность нормально работать дальше, так как их дочери хотят продолжать там заниматься. Также было подготовлено коллективное обращение к руководителю фракции «Единая Россия» Владимиру Васильеву с указанием на незаконность проводимых в отношении танцевальной школы следственных действий. Множество людей открыто выразили родителям девушек свою поддержку. Кроме того, детский омбудсмен от Оренбургской области Ольга Ковыльская опровергла слова Павла Астахова, что родители танцовщиц якобы писали ей жалобы, что были не в курсе, чем на самом деле занимаются их дочери.
Руководитель танцевальной школы «Кредо» Виктория Яковенко заявила, что не понимает возникшего вокруг концерта шума, поскольку тверкинг в России известен уже не первый год, а все ученицы посещают занятия с письменного согласия родителей, которые присутствовали на репетициях и положительно отзывались о танцах дочерей. Кроме того, было отмечено, что инициатива по обучению тверкингу принадлежала самим девушкам, а занятия по этому направлению были прекращены в феврале 2015 года. И несмотря на то, что постановка носила экспериментальный характер, находившиеся в зале родители исполнительниц аплодировали им стоя и открыто выражали благодарность школе. С целью ограждения девушек от повышенного внимания журналистов и общественности, по рекомендации региональных чиновников было принято решение временно приостановить работу танцевальной школы, а также создать комиссию для проверки других аналогичных учреждений.
18 мая 2015 года Следственный комитет объявил, что доследственная проверка не выявила фактов халатности в работе руководства танцевальной школы и развратных действий в отношении несовершеннолетних. Согласно экспертному заключению специалистов в области хореографии, все телодвижения в танцевальном номере соответствуют заявленному стилю «тверкинг», а также не содержат элементов эротики и порнографии. На основании этого в возбуждении уголовного дела было отказано.

## Анализ
С 13 по 30 апреля 2015 года на тему «Тверка оренбургских пчелок» было сделано 81910 постов (из них в «Facebook» — 44857, в «ВКонтакте» — 37053) и репостов, что стало первичным этапом конструирования моральной паники в Интернете при помощи форумов и социальных сетей, распространивших непроверенную информацию, тем самым создавая в массовом сознании представление о якобы приближающейся социальной катастрофе. Вторичный этап конструирования происходил посредством телевидения, имеющего высокий уровень популярности у старшей зрительской аудитории, наиболее подверженной аффективным реакциям. При этом использовалась манипулятивная техника эмотивно-морализаторского дискурса и привлечение в качестве экспертов акторов политического поля, высказывавшихся с позиций политической, правовой, культурологической, психологической и медицинской точек зрения. В дискурсивных стратегиях экспертов применялись риторика бедствия с акцентом на угрозу нравственного разложения современной молодежи, а также прием стигматизации, которой подверглись организаторы скандального танца.
Мнения интернет-зрителей, ознакомившихся с видеозаписью, разделились. Социологический опрос, проведённый газетой «Собеседник», показал, что более половины интервьюируемых не видят ничего предосудительного в танцевальном номере «Пчёлки и Винни-Пух». Примерно поровну разделились мнения читателей «Российской газеты» и «Московского комсомольца». В стратегиях освещения данного события со стороны федеральных телеканалов также имеются различия. «Первый канал» и «Россия-1» в своих информационных программах сначала использовали только констатацию в виде обозначения самого факта танца без комментариев уполномоченных экспертов и без применения технологии эмотивно-морализаторского дискурса. В то же время 14 апреля 2015 года в программе «Вечерний Ургант» была использована ироничная риторика. В свою очередь, на канале «Россия-1» в вечерний прайм-тайм в ток-шоу «Прямой эфир» происходило конституирование моральной паники.
Исходя из результатов контент-анализа информационных полей телевидения и Интернета следует, что сама по себе моральная паника вокруг танцевального номера была краткосрочной. С одной стороны, это связано с отсутствием в повестке дня новых деталей и подробностей, поддерживающих интерес аудитории, а с другой — с быстрым развенчанием мифа о якобы социальной опасности тверкинга, чему способствовали отказ в возбуждении уголовного дела, весомая общественная и адвокатская поддержка, а также появление ряда публикаций, авторы которых прямо указывали на явную искусственность скандала. Так политтехнолог Марина Юденич и журналист Максим Шевченко высказали предположение, что скандал вокруг танцевальной постановки может являться медийной провокацией, в которой юным исполнительницам выпала роль стать пешками в чужой нечестной игре. Ряд журналистов отметили тот факт, что пользователь YouTube vitamen72 занимает открытую антироссийскую позицию и умышленно указал в названии ролика ложную информацию, а первыми о танцевальной постановке написали украинские СМИ. Публицист Максим Калашников и некоторые другие журналисты выдвинули версию, что скандал вокруг танцевальной школы искусственно подогревается для отвлечение внимания населения России от более серьёзных проблем. Ряд российских СМИ обратили внимание общественности на то, что в разные периоды отечественной истории также преследовались такие танцевальные направления, как танго, вальс и фокстрот, которые впоследствии были реабилитированы и стали классическими.
Отличительной чертой событий вокруг танцевального номера стало то, что в данном случае моральная паника развивалась одновременно как в региональном, так и в федеральном медиапространстве, став образцом трансграничной моральной паники, охватившей аудиторию в общероссийском контексте. В дальнейшем, в книге «Russian Culture in the Age of Globalization» доктор философии Саара Ратилайнен из Хельсинкского университета применила к событиям в Оренбурге термин гендерная моральная паника, вызванная репрезентацией женской подростковой сексуальности. Схожую позицию ранее занял кандидат социологических наук Александр Щекотуров из Института экономики и предпринимательства, который объяснил резонанс вокруг танцевального номера тем, что это событие напомнило людям о наличии у подростков сексуальности и фактически бросило вызов складывающемуся в российском обществе традиционализму.

## Влияние
В декабре 2015 года Google признала запись выступления самым популярным российским роликом на YouTube за год.
После возникновения скандала вокруг номера, депутат Законодательного собрания Санкт-Петербурга Виталий Милонов инициировал разработку поправок в закон «Об образовании в Российской Федерации», согласно которым все танцевальные школы должны будут согласовывать свои программы с районными отделами образования. Также художественный руководитель оренбургского городского театра музыки и танца «Щелкунчик» Алла Строилова предложила создать межведомственную комиссию по танцам, которая должна будет заняться оценкой номеров частных танцевальных школ перед их публичными концертами. Ни одна из этих инициатив не была реализована.
Широкое обсуждение множеством СМИ танцевального номера привлекло внимание общественности к ещё нескольким последовавшим в других городах скандальным выступлениям в стиле «тверкинг», которые ряд изданий связали именно с постановкой «Пчёлки и Винни-Пух». В мае 2015 года американский журнал Newsweek опубликовал статью о 10 случаях конфликта россиян с законодательством по «странным причинам», из которых на первом месте стоит скандал вокруг танцевального номера. Ряд российских изданий назвали оренбургский скандал одним из главных событий 2015 года.
Скандальный танцевальный номер вызвал профессиональный интерес среди исполнителей российской эстрады. В первые же дни после возникновения общественного резонанса народный артист России Вячеслав Добрынин исполнил элемент тверкинга во время своего интервью журналистам, которые связали это именно с событиями в Оренбурге. На премии RU.TV 2015 выступление народного артиста России Николая Баскова было специально стилизовано под номер «Пчёлки и Винни-Пух». 24 ноября 2015 года танцевальный номер получил премию «Серебряная калоша».

## Комментарии
1. ↑  Как впоследствии выяснилось, видеозапись выступления была скопирована с личной страницы социальной сети ВКонтакте одной из оренбургских школьниц[13].

### Видеосюжеты
- Сергей Савин. Неправильные пчёлы. Телепрограмма «Сегодня» (15 апреля 2015). Дата обращения: 26 апреля 2015.
- Танец пчёл (рус.). Телепрограмма «Право голоса» (22 апреля 2015). Проверено 26 апреля 2015.
- Грязные танцы: чем потрясли оренбургские «пчёлки» (рус.). Телепрограмма «Прямой эфир» (22 апреля 2015). Проверено 29 сентября 2020.

### Радиопередачи
- Александра Писарева. "Пчёлки" танцуют, Интернет бурлит: пристало ли подросткам "тверкать"? Радиостанция «Вести ФМ» (14 апреля 2015). Дата обращения: 6 мая 2015.